# 通义郡
通义郡，中国唐朝时设置的郡。
天宝元年（742年）改眉州置，治所在通义县（今四川省眉山市）。下辖通义县、彭山县、青神县、丹稜县、洪雅县，辖境相当今四川省眉山、彭山、丹稜、洪雅、青神等县。乾元元年（758年）复为眉州。 
唐朝通义郡太守
- 卢正己（天宝末年）